# چیفلیک (استان ویدین)
چیفلیک (به بلغاری: Chiflik) یک منطقهٔ مسکونی در بلغارستان است که در استان ویدین واقع شده‌است.
 چیفلیک ۹٫۳۵۵ کیلومتر مربع مساحت و ۹۱ نفر جمعیت دارد.